# اسلام‌آباد (چشمه زیارت)
اسلام‌آباد یا نظرشه‌بخش روستایی در دهستان چشمه زیارت بخش مرکزی شهرستان زاهدان استان سیستان و بلوچستان ایران است.

## جمعیت
بر پایه سرشماری عمومی نفوس و مسکن در سال ۱۳۹۵ جمعیت این مکان ۲۵ نفر (۵ خانوار) بوده‌است.